# 凡尔登 (阿列日省)
凡尔登（法語：Verdun，法語發音：[vɛʁdœ̃] ⓘ）是法国阿列日省的一个市镇，属于富瓦区。

## 地理
凡尔登（42°47'40"N, 1°41'18"E）面积11.71 平方千米，位于法国奧克西塔尼大區阿列日省，该省份为法国西南部内陆省份，西部和北部与上加龙省接壤，东临奥德省，东南至东比利牛斯省接壤，南与安道尔和西班牙接壤。
与凡尔登接壤的市镇（或旧市镇、城区）包括：阿尔比耶斯、莱卡巴讷、卡兹纳沃-塞尔和阿朗斯、奥尔诺拉克-于萨莱班。
凡尔登的时区为UTC+01:00、UTC+02:00（夏令时）。

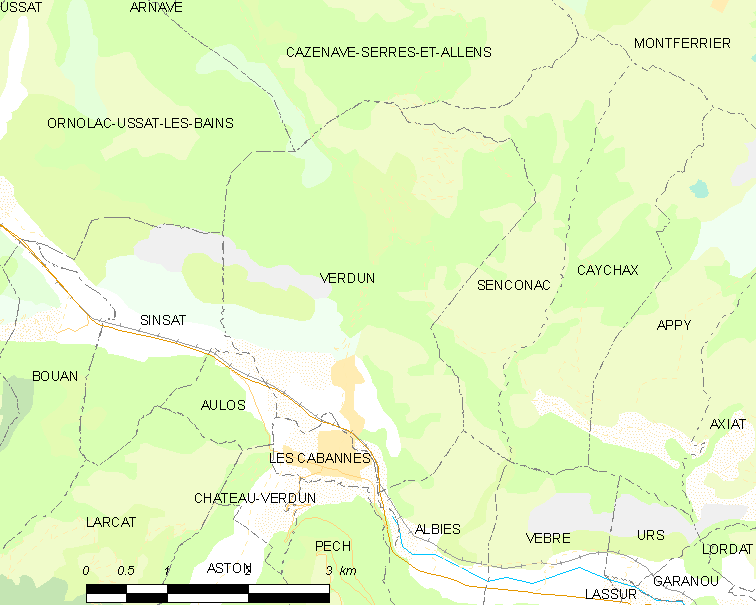
凡尔登的OSM定位图

## 行政
凡尔登的邮政编码为09310，INSEE市镇编码为09328。

## 政治
凡尔登所属的省级选区为上阿列日县。

## 人口

1962-2008年间凡尔登人口变化图示

凡尔登于2022年1月1日时的人口数量为208人。